# Bogdan Licu
Dimitrie Bogdan Licu (n. 24 noiembrie 1969, mun. București) este un jurist român, care ocupă în prezent funcția de judecător la Curtea Constituțională.
Licu a fost mason până în 2012.

## Biografie
Între 1996-1999 a fost procuror la Parchetul de pe lângă Judecătoria Sectorului 3 București
Între 1999-2000 a fost procuror delegat la Parchetul de pe lângă Tribunalul București
Între 2000-2001 a fost procuror la Parchetul de pe lângă Tribunalul București
Între 2001-2003 a fost procuror șef Delegat al Secției de Supraveghere a Urmăririi Penale, Parchetul de pe lângă Tribunalul București
Între 2003-2005 a fost procuror șef Secție Supraveghere a Urmăririi Penale, Parchetul de pe lângă Tribunalul București
2005: Detașat la Guvernul României – Cancelaria Primului – Ministru, Departamentul pentru Lupta Anti-Fraudă
2005-2006: Procuror șef Secție Supraveghere a Urmăririi Penale, Parchetul de pe lângă Tribunalul București
A fost membru al Consiliului Superior al Magistraturii în perioada 2006-2012
Pe 3 mai 2022 a fost ales judecător la Curtea Constituțională de către Camera Deputaților pentru un mandat de 9 ani.
Acesta a ocupat funcția de prim adjunct al procurorului general adjunct al României în două rânduri între 16 mai 2013-16 mai 2016